# Ellerton Priory
Ellerton Priory var en civil parish fram till 1935 då den blev en del av Ellerton, i grevskapet East Riding of Yorkshire, i England. Civil parish var belägen 13 km från Pocklington och hade 250 invånare år 1931.